# 전라감영
전라감영(全羅監營)은 조선시대의 8개 도(道) 가운데 하나인 전라도의 행정, 사법을 담당하던 관찰사가 근무하던 곳이다. 오늘날의 도청(道廳) 소재지 및 도청 건물에 해당한다.

## 역사
1392년(태조 1년) 조선왕조 성립과 동시에 전주에 전라감영이 설치되었으며, 1895년(고종 32년)에 23부제가 실시될 때까지 약 500년간 존속하였다.

## 감영 건물
전라감영에는 대표적으로 다음과 같은 같은 건물이 있었다.
- 선화당(宣化堂) : 종2품 관찰사의 업무 공간
- 연신당(燕申堂) : 관찰사의 업무 공간
- 관풍각(觀風閣) : 감영 내 누각 (휴식 공간)
- 내아(內衙) : 관찰사 가족의 생활 공간
- 포정문(布政門) : 감영 정문

### 감영 인근 시설
- 풍패지관(豊沛之館) : 각종 의례를 행하거나 감영을 방문한 관원의 숙박 용도로 사용되던 객사(客舍) (감영 북쪽 소재)
- 아영(亞營) : 종5품 도사(都事)의 관아 (객사 서쪽 소재)
- 전주부(全州府) : 전주 지역을 다스리는 전주부윤의 관아 (감영 동쪽 소재)
- 풍남문(豊南門) : 전주 읍성의 남쪽 성문

### 감영 건물 활용
1895년에 23부제가 시행되자 전주부 관찰부로 개편되고 1896년에 13도제가 시행되자 전라북도의 최고 관청으로 활용되었으며, 1910년 경술국치로 일제강점기가 시작되자 도청(道廳)으로 계속 사용되었다. 중심 건물인 선화당은 도청의 부속 건물 용도로 사용되다가 한국전쟁 시기인 1951년에 화재로 소실되었다.

## 갤러리

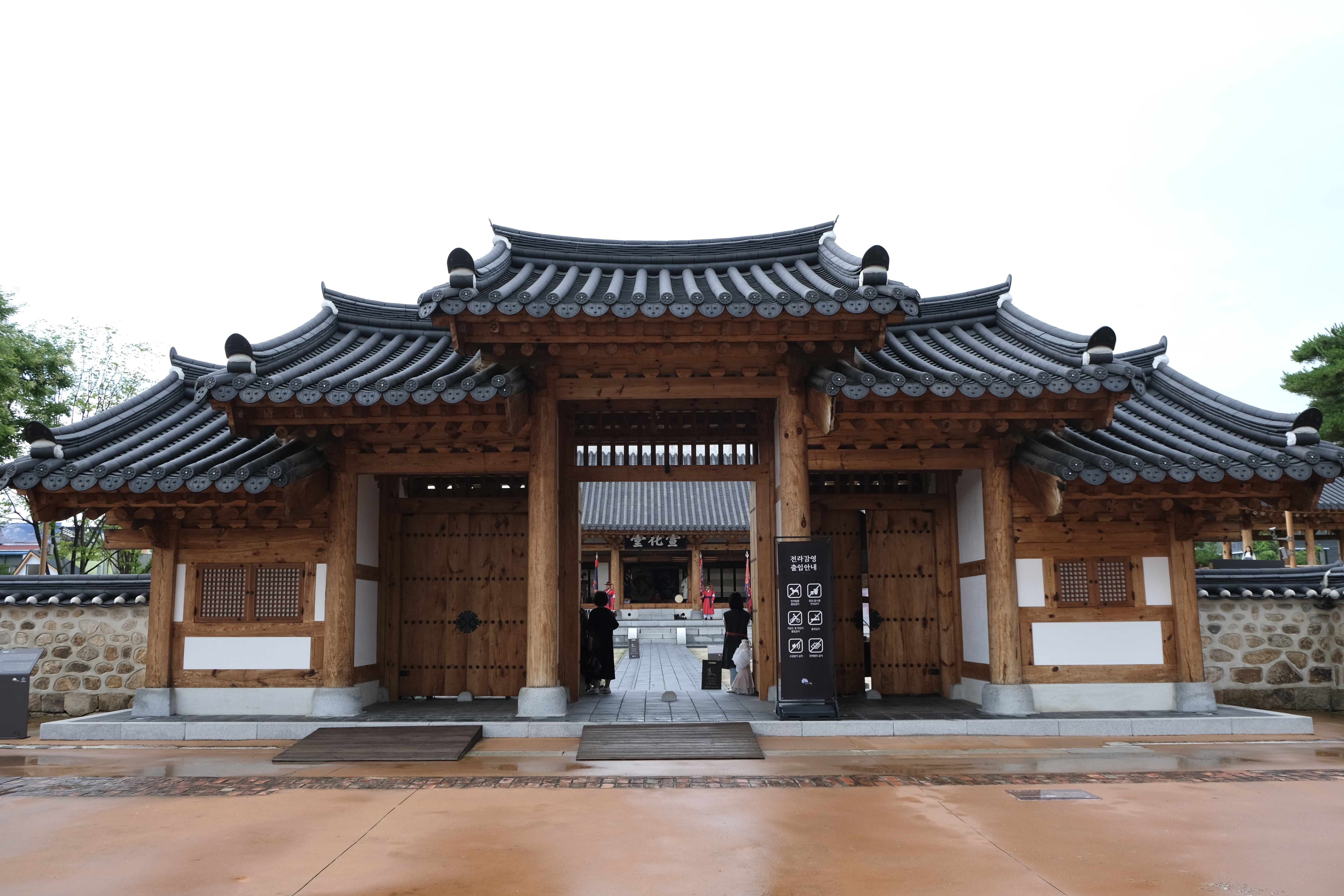
정문
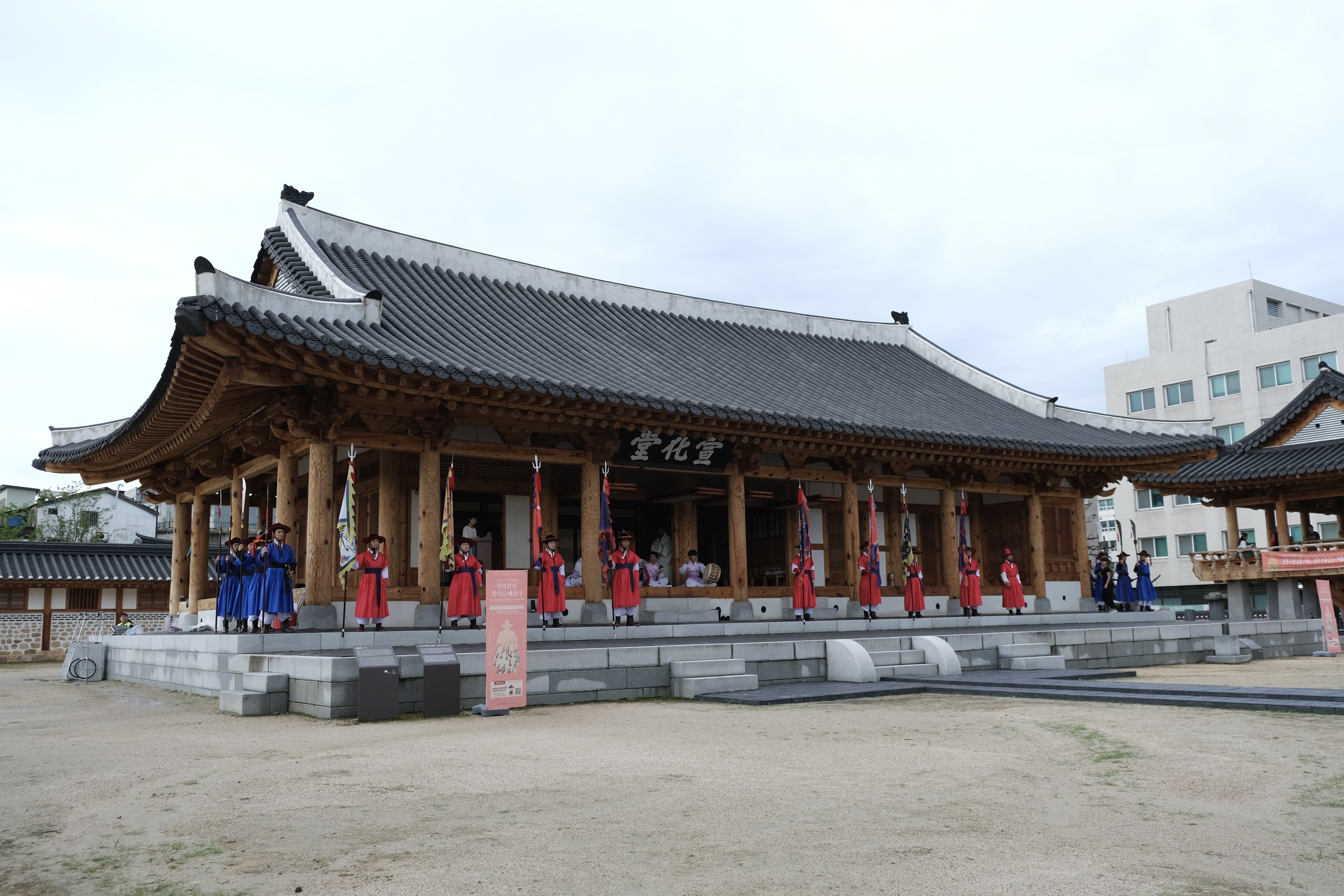
선화당
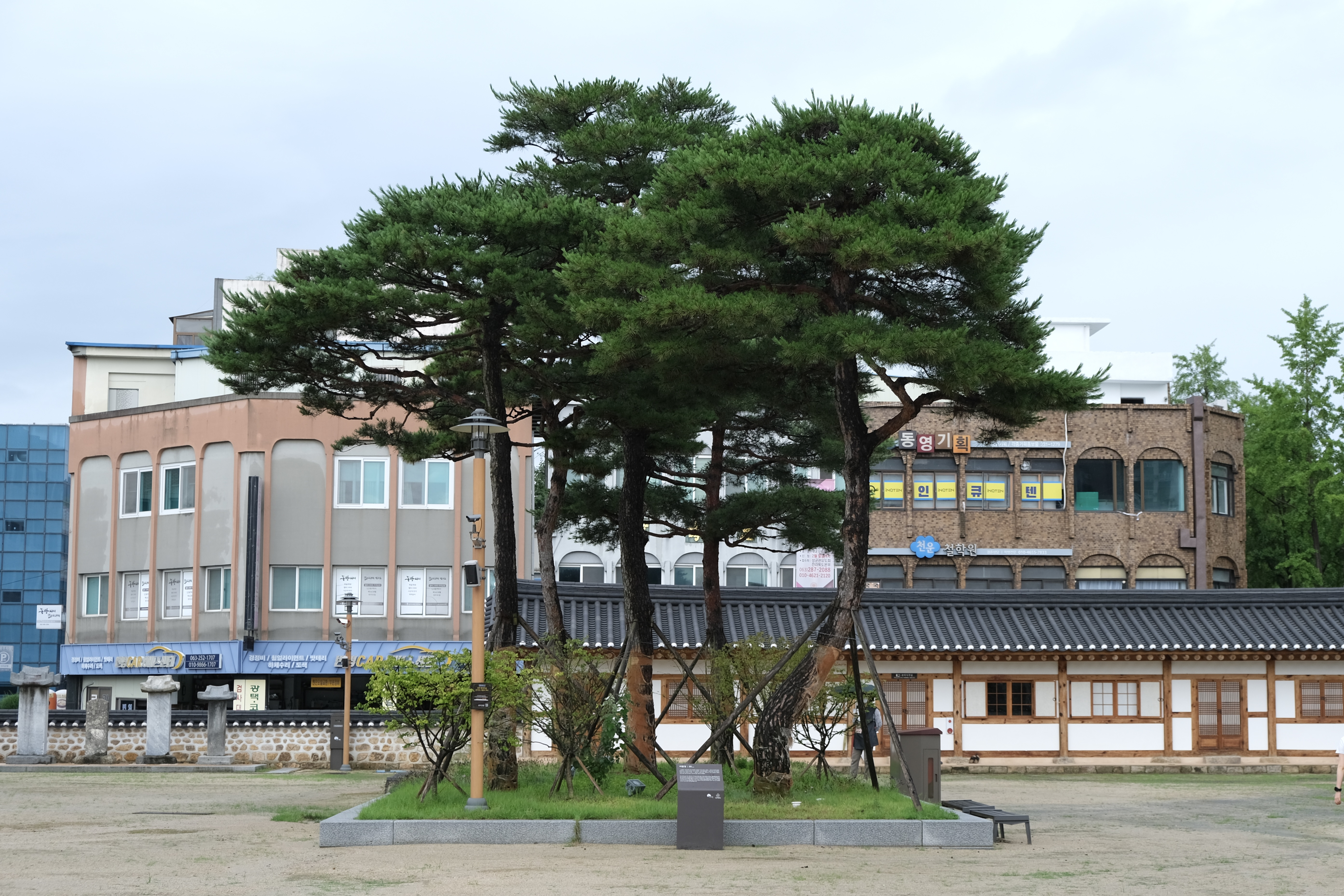
비장청 터
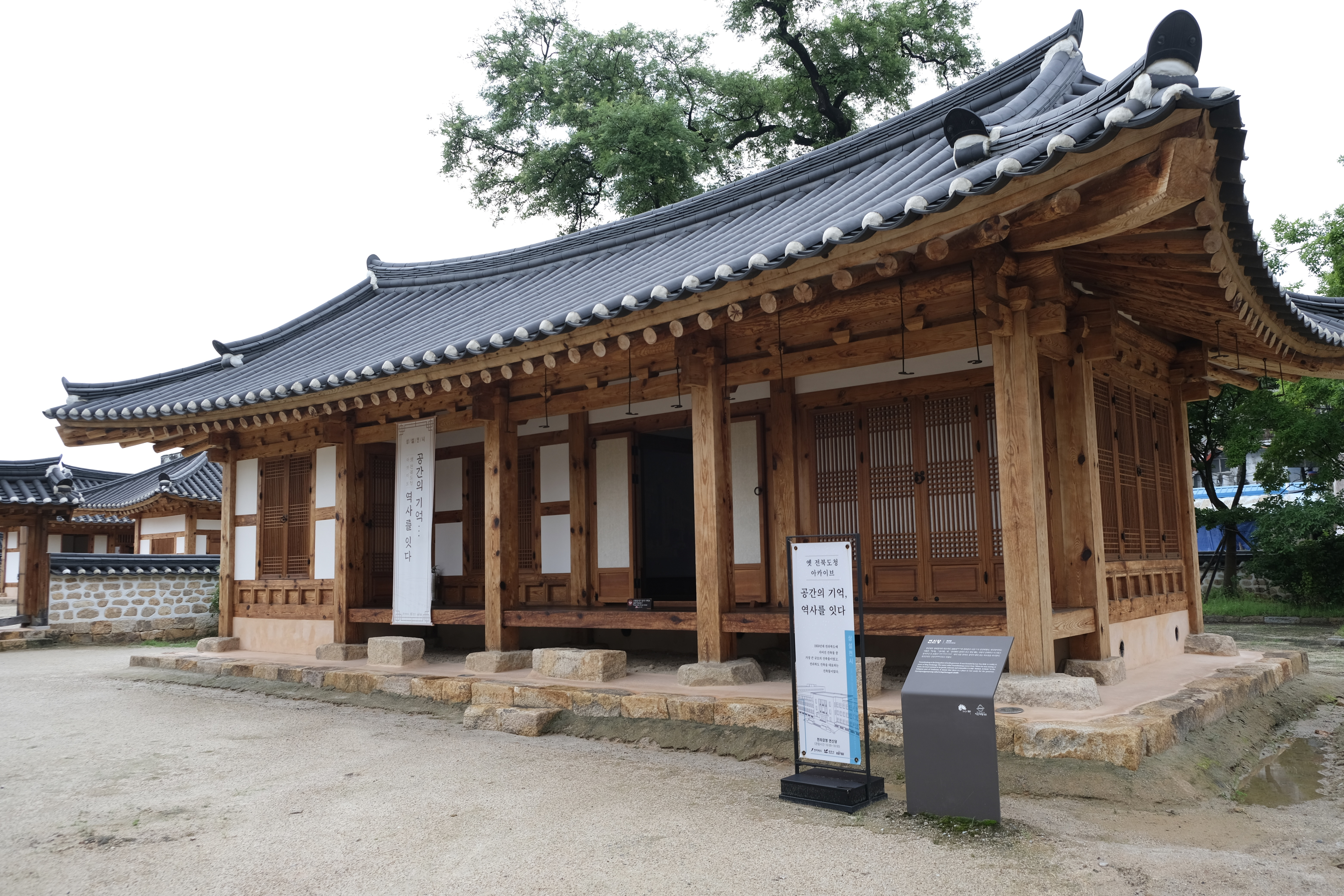
연신당
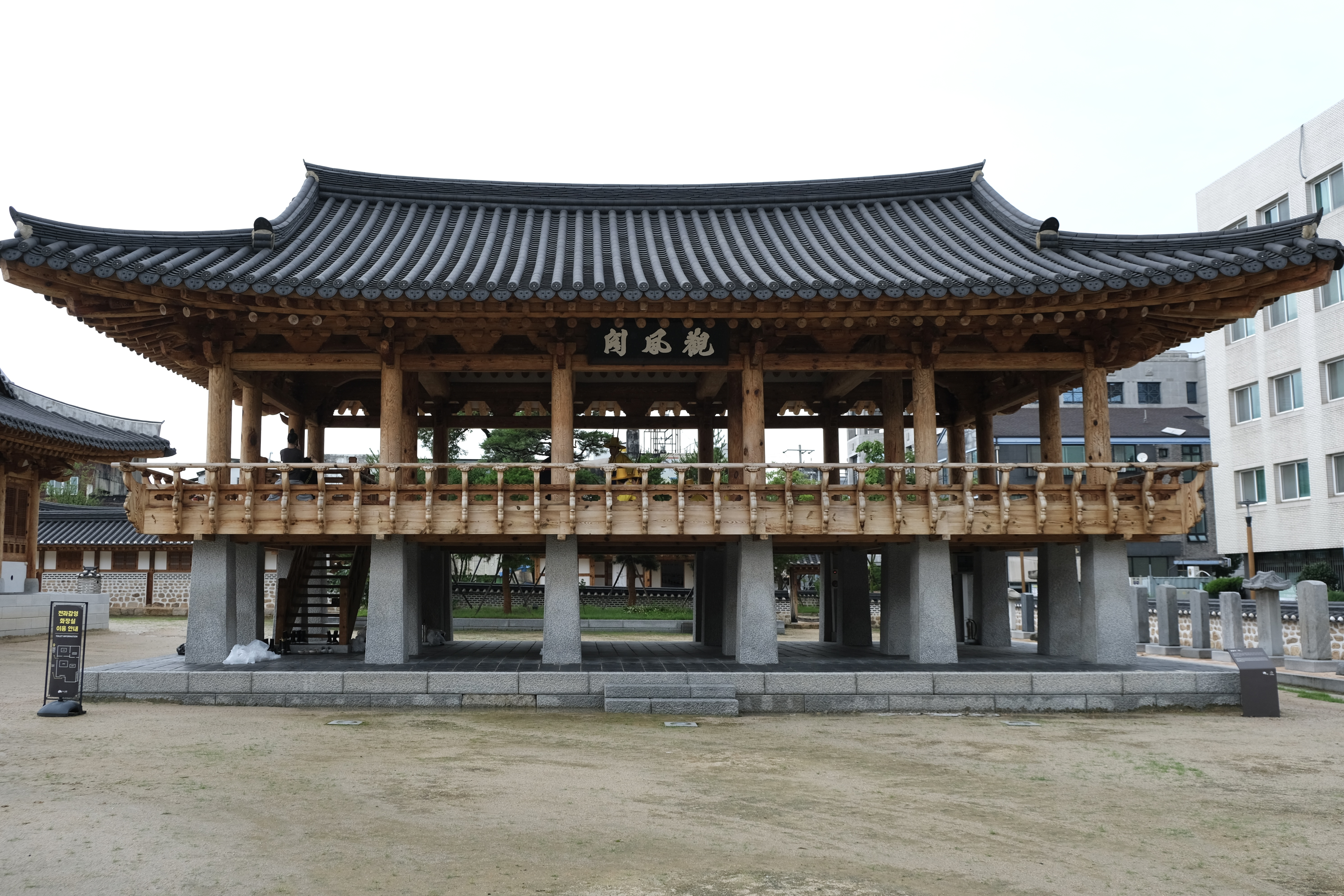
관풍각

## 같이 보기
- 감영
- 선화당
- 포정문